# ناو تاکاساگو
ناو تاکاساگو (به انگلیسی: Japanese cruiser Takasago) یک کشتی بود که طول آن ۱۱۸٫۲ متر (۳۸۷ فوت ۱۰ اینچ) بود. این کشتی در سال ۱۸۹۷ ساخته شد.